# Eupithecia lasciva
Eupithecia lasciva là một loài bướm đêm trong họ Geometridae.